# Zinetula Biljaletdinov
Zinetula Biljaletdinov (rusky Зинэтула Хайдарович Билялетдинов, tatarsky:Зиннәтулла Хәйдәр улы Билалетдинев, * 13. března 1955 v Moskvě) je bývalý ruský hokejový hráč tatarské národnosti, který reprezentoval SSSR a bývalý trenér ruské hokejové reprezentace. Od roku 1973 do roku 1988 hrál také za HC Dynamo Moskva.
V letech 1994 a 1995 byl asistentem trenéra týmu Winnipeg Jets a v roce 1997 byl asistentem trenéra v týmu Phoenix Coyotes. Jako hlavní trenér vyhrál Gagarinův pohár s týmem Ak Bars Kazaň.
V červnu 2011 byl jmenován hlavním trenérem ruské hokejové reprezentace. V roce 2012 vyhrál MS v ledním hokeji v Helsinkách. Rusko pod jeho vedením dokázalo vyhrát všechny zápasy na MS. Biljaletdinov byl po ukončení MS vychválen i vlastními hráči.